# Sphenocratus barbanigra
Sphenocratus barbanigra är en insektsart som beskrevs av Mitjaev 1972. Sphenocratus barbanigra ingår i släktet Sphenocratus och familjen Dictyopharidae. Inga underarter finns listade i Catalogue of Life.